# بنسلی (ویرجینیا)
بنسلی (به انگلیسی: Bensley) یک منطقهٔ مسکونی در ایالات متحده آمریکا است که در شهرستان چسترفیلد، ویرجینیا واقع شده‌است. بنسلی ۷٫۵ کیلومتر مربع مساحت و ۵٬۸۱۹ نفر جمعیت دارد و ۱۷ متر بالاتر از سطح دریا واقع شده‌است.